# Sokolniccy herbu Nowina

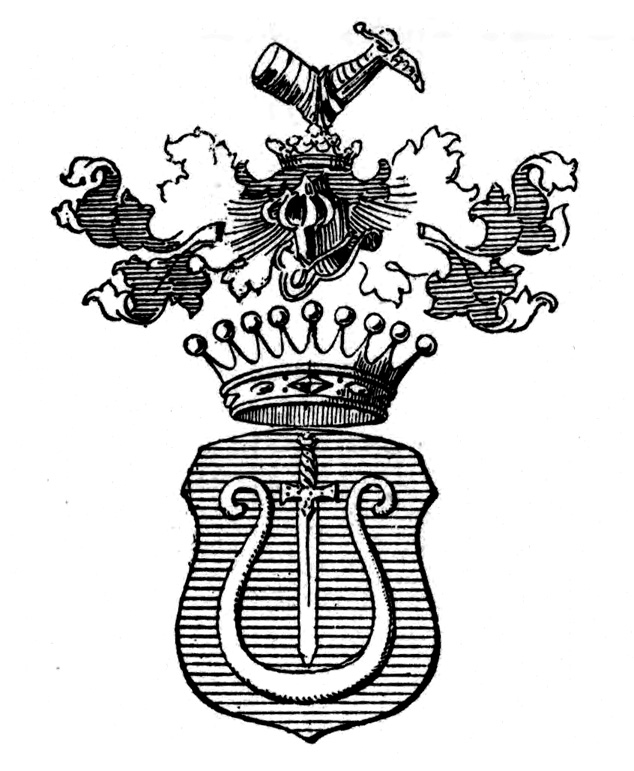
Herb hrabiów Sokolnickich

Sokolniccy – ród szlachecki herbu Nowina. Nazwisko wzięli od miejscowości Sokolniki koło Kłecka, gdzie występują w 1284, w osobie Stosza (Kodeks Dyplomatyczny Wielkopolski Nr 531). Ciągły wywód genealogiczny od Wojciecha Sokolnickiego, wzmiankowanego w aktach grodzkich i ziemskich gnieźnieńskich od 1503. Wyznanie rzymskokatolickie. Jedna z gałęzi wielkopolskich otrzymała pruski dziedziczny tytuł hrabiowski. Istnieją liczne gałęzie nieutytułowane tego rodu zarówno w Wielkopolsce, jak i na Mazowszu.

## Hrabiowie Sokolniccy
Celestyn Wojciech Sokolnicki (1752-1819) otrzymał reskryptem gabinetowym króla Fryderyka Wilhelma III datowanym w Berlinie 11 kwietnia 1817 (dyplom tamże 9 czerwca 1817) pruski dziedziczny tytuł hrabiowski. Nadanie to było częścią serii dyplomów hrabiowskich pomyślanych, jako pozyskiwanie miejscowych możniejszych rodów wielkopolskich dla pruskiej monarchii. Hrabiowie Sokolniccy ulegali w ciągu kolejnych pokoleń degradacji majątkowej i urzędowej. Prawdopodobnie ostatni męski potomek Celestyna umarł 1968 roku.
Jedynymi ważniejszymi przedstawicielami hrabiowskiego rodu byli:
- Celestyn Wojciech Sokolnicki (1752-1819), generał adiutant królewski, stolnik poznański, poseł na Sejm, marszałek konfederacji wielkopolskiej 1794, prezes komisariatu wojskowego departamentu poznańskiego 1806, kawaler Orderu Orła Białego i Orderu św. Stanisława.
- Stanisław Sokolnicki (1817-1883), ziemianin i poseł na poznański Sejm.

## Herb hrabiów Sokolnickich
W polu błękitnym zawiasa kotłowa srebrna barkiem do dołu, między ramionami której takiż miecz o rękojeści złotej, na opak. Nad koroną hrabiowską ukoronowany hełm  z labrami błękitno srebrnymi, na nim, oparta kolanem, noga zbrojna srebrna w bucie czarnym z ostrogą złotą, stopą w lewo.

## Koligacje hrabiów Sokolnickich
Hrabiowie Sokolniccy byli skoligaceni z następującymi rodami: Edelmann, Golińscy h. Zabawa, Grube, Laskowscy h. Korab, Mikorscy h. Ostoja, Mycielscy h. Dołęga, Romankiewiczowie h. Drogosław, Rutkowscy h. Pobóg, Skórzewscy h. Drogosław, Suchorzewscy h. Zaremba, Dunin-Wąsowiczowie h. Łabędź, Wolszlegierowie h. własnego, Wantoch-Rekowscy h. własnego, Żerońscy h. Abdank

## Dobra rodowe hrabiów Sokolnickich
Jarogniewice (do 1825) i Wziąchów w powiecie kościańskim, Małgów w pow. krotoszyńskim, Pogrzybów (do 1945) w powiecie odolanowskim, Cieśle i Kajewo (do 1945) w powiecie pleszewskim, Kaliszany, Łasków i Rusiec w powiecie wągrowieckim.

## Inni przedstawiciele rodu
- Benedykt Sokolnicki (1685-1774), bernardyn, reformat i moralista.
- Emilian Sokolnicki (1818-1873), powstaniec 1848 i 1863.
- Franciszek Ksawery Sokolnicki (1715-1783), podkomorzy kaliski, konfederat barski.
- Gabriel Sokolnicki (1626-1688), kasztelan międzyrzecki.
- Gabriel Michał Sokolnicki (1877-1975), profesor i rektor Politechniki Lwowskiej.
- Henryk Sokolnicki (1891-1981), dyplomata.
- Jan Nepomucen Sokolnicki (1753-1798), konsyliarz konfederacji targowickiej i powstaniec kościuszkowski.
- Józef Sokolnicki (1776 lub 1777-1846), pułkownik Wojsk Polskich.
- Michał Sokolnicki (1760-1816), generał dywizji Wojsk Polskich.
- Michał Sokolnicki (1880-1967), działacz niepodległościowy, dyplomata i historyk.
- Piotr Sokolnicki (1683-1758), regimentarz, pułkownik wojsk koronnych i chorąży poznański.
- Piotr Sokolnicki, poseł na Sejm Wielki, konfederat targowicki i powstaniec 1794.
- Tadeusz Sokolnicki (1792?-1874), ziemianin, powstaniec 1830-31.
- Witold Sokolnicki (1906-1968), oficer Wojsk Polskich i Armii Krajowej.